# Saison 2018 de la Major League Rugby
Navigation
2019
La Major League Rugby 2018 est la 1re édition de la compétition qui se déroule du 21 avril au 7 juillet 2018. Elle oppose 7 équipes représentatives des États-Unis.

## Format
Chaque formation affrontera 4 adversaires une fois et deux équipes deux fois pour un total de 28 matchs de saison régulière du 21 avril 2018 au 24 juin 2018.

## Les 7 franchises participantes

### Carte
| \| Houston Austin San Diego Seattle Utah Nlle-Orléans Glendale \| Localisation des clubs de la Major League Rugby 2018 |
| Houston Austin San Diego Seattle Utah Nlle-Orléans Glendale                                                            |

### Stades
| Equipe                      | Ville                           | Stade                   |
| --------------------------- | ------------------------------- | ----------------------- |
| Elite d'Austin              | Austin (Texas)                  | Round Rock MPC          |
| Raptors de Glendale         | Glendale (Colorado)             | Infinity Park           |
| Sabercats de Houston        | Houston (Texas)                 | Dyer Stadium            |
| Gold de La Nouvelle-Orléans | La Nouvelle-Orléans (Louisiane) | Eagle Athletic Facility |
| Legion de San Diego         | San Diego (Californie)          | Torero Stadium          |
| Seawolves de Seattle        | Seattle (Washington)            | Starfire Sports         |
| Warriors de l'Utah          | Salt Lake City (Utah)           | Zions Bank Stadium      |

## Résumé des résultats

### Classement de la phase régulière
| Rang | Club                        | J | V | N | D | Bo | Bd | Pm  | Pe  | Diff | Pts |
| ---- | --------------------------- | - | - | - | - | -- | -- | --- | --- | ---- | --- |
| 1    | Raptors de Glendale         | 8 | 7 | 0 | 1 | 6  | 0  | 249 | 165 | +84  | 34  |
| 2    | Seawolves de Seattle        | 8 | 6 | 0 | 2 | 4  | 1  | 232 | 188 | +44  | 29  |
| 3    | Legion de San Diego         | 8 | 5 | 0 | 3 | 3  | 1  | 214 | 201 | +13  | 24  |
| 4    | Warriors de l'Utah          | 8 | 3 | 0 | 5 | 7  | 3  | 269 | 274 | -5   | 22  |
| 5    | Elite d'Austin              | 8 | 3 | 0 | 5 | 5  | 1  | 224 | 238 | -14  | 18  |
| 6    | Gold de La Nouvelle-Orléans | 8 | 3 | 0 | 5 | 4  | 1  | 209 | 291 | -82  | 17  |
| 7    | Sabercats de Houston        | 8 | 1 | 0 | 7 | 3  | 4  | 216 | 256 | -40  | 11  |

|  | Qualifiés pour les demi-finales. |

Attribution des points : victoire : 4, match nul : 2, défaite : 0, forfait : -2 ; plus les bonus (offensif : 4 essais marqués ; défensif : défaite par 7 points d'écart maximum).

### Résultats
L'équipe qui reçoit est indiquée dans la colonne de gauche.		
| Clubs                       | AUS   | GLE   | HOU   | NO    | SD    | SEA   | UTA   |
| --------------------------- | ----- | ----- | ----- | ----- | ----- | ----- | ----- |
| Elite d'Austin              |       |       |       | 30-17 | 31-5  | 19-20 | 41-33 |
| Raptors de Glendale         | 41-26 |       | 37-24 |       | 31-27 | 33-11 |       |
| Sabercats de Houston        | 50-38 |       |       | 26-35 |       | 7-20  | 30-36 |
| Gold de La Nouvelle-Orléans |       | 10-47 | 24-20 |       | 22-39 | 29-31 |       |
| Legion de San Diego         | 31-17 | 23-5  | 35-32 |       |       |       | 31-24 |
| Seawolves de Seattle        |       | 15-19 |       | 55-26 | 39-23 |       | 41-32 |
| Warriors de l'Utah          | 41-22 | 29-36 | 31-27 | 43-46 |       |       |       |

|  | Victoire à domicile |  | Match nul |  | Défaite à domicile |

## Phase finale
Les quatre premiers de la phase régulière sont qualifiés pour les demi-finales. 
|  | Demi-finales             | Demi-finales         |                     |    | Finale         | Finale         |
|  | Demi-finales             | Demi-finales         |                     |    | Finale         | Finale         |
|  |                          |                      |                     |    |                |                |
|  | 30 juin 2018             | 30 juin 2018         |                     |    | 7 juillet 2018 | 7 juillet 2018 |
|  | 30 juin 2018             | 30 juin 2018         |                     |    | 7 juillet 2018 | 7 juillet 2018 |
|  | (1) Raptors de Glendale  | 34                   |                     |    | 7 juillet 2018 | 7 juillet 2018 |
|  | (1) Raptors de Glendale  | 34                   |                     |    | 7 juillet 2018 | 7 juillet 2018 |
|  | (4) Warriors de l'Utah   | 21                   |                     |    | 7 juillet 2018 | 7 juillet 2018 |
|  | (4) Warriors de l'Utah   | 21                   | Raptors de Glendale | 19 |                |                |
|  | 30 juin 2018             |                      | Raptors de Glendale | 19 |                |                |
|  |                          | Seawolves de Seattle | 23                  |    |                |                |
|  | (2) Seawolves de Seattle | Seawolves de Seattle | 23                  | 38 |                |                |
|  | (2) Seawolves de Seattle |                      |                     | 38 |                |                |
|  | (3) Legion de San Diego  | 24                   |                     |    |                |                |
|  | (3) Legion de San Diego  | 24                   |                     |    |                |                |

### Demi-finales
| 30 juin 2018 | Raptors de Glendale | 34 - 21 | Warriors de l'Utah | Infinity Park, Glendale |
| 30 juin 2018 |                     |         |                    | Infinity Park, Glendale |
| 30 juin 2018 |                     |         |                    | Infinity Park, Glendale |

| 30 juin 2018 | Seawolves de Seattle | 38 - 24 | Legion de San Diego | Infinity Park, Glendale |
| 30 juin 2018 |                      |         |                     | Infinity Park, Glendale |
| 30 juin 2018 |                      |         |                     | Infinity Park, Glendale |

### Finale
| 7 juillet 2018 21 h | Seawolves de Seattle | 23 - 19 (8 - 7) | Raptors de Glendale                                                                           | Torero Stadium, San Diego 2 901 spectateurs Arbitre : Scott Green |
| 7 juillet 2018 21 h | Essai(s) : 2 Barkwill (en) (23e), Rasileka (58e), Hattingh (en) (61e) Transformation(s) : 1 Smith (62e) Pénalité(s) : 1 Smith (9e), (67e) | Rapport         | Essai(s) : 2 Fenoglio (en) (8e, 50e), Campbell (50e) Transformation(s) : 2 Magie (14e), (57e) | Torero Stadium, San Diego 2 901 spectateurs Arbitre : Scott Green |
| 7 juillet 2018 21 h | | Rapport         |                                                                                               | Torero Stadium, San Diego 2 901 spectateurs Arbitre : Scott Green |

|                |    |                       |  |     |
|                |    |                       |  |     |
|                | 15 | Mathew Turner (en)    |  |     |
|                | 14 | Sequoyah Burke-Combs  |  |     |
|                | 13 | William Rasileka      |  |     |
|                | 12 | Shalom Suniula (en)   |  |     |
|                | 11 | Peter Tiberio (en)    |  |     |
|                | 10 | Peter Smith           |  |     |
|                | 9  | Phil Mack (en)        |  |     |
|                | 8  | Riekert Hattingh (en) |  |     |
|                | 7  | Vili Toluta'u (en)    |  | 76e |
|                | 6  | Eric Duechle          |  |     |
|                | 5  | Cam Polson (en)       |  |     |
|                | 4  | Taylor Krumrei        |  | 57e |
|                | 3  | Tim Metcher (en)      |  | 59e |
|                | 2  | Ray Barkwill (en)     |  | 62e |
|                | 1  | Olive Kilifi          |  | 57e |
| Remplacements: |    |                       |  |     |
|                | 16 | Mike Shepherd         |  | 62e |
|                | 17 | John Hayden           |  | 59e |
|                | 18 | Kellen Gordon         |  | 57e |
|                | 19 | Cole van Harn         |  | 76e |
|                | 20 | Aladdin Schirmer (en) |  | 57e |
|                | 21 | Andre Coquillard (en) |  |     |
|                | 22 | Jeremy Misailegalu    |  |     |
|                | 23 | Mozac Samson (en)     |  |     |
| Entraîneur:    |    |                       |  |     |
| Phil Mack (en) |    |                       |  |     |

|                |    |                      |  |     |
|                |    |                      |  |     |
|                | 15 | Maximo de Achaval    |  |     |
|                | 14 | Harley Davidson      |  |     |
|                | 13 | Chad London (en)     |  | 46e |
|                | 12 | Bryce Campbell       |  |     |
|                | 11 | Mika Kruse (en)      |  |     |
|                | 10 | Will Magie           |  |     |
|                | 9  | Shaun Davies         |  |     |
|                | 8  | Sam Figg (en)        |  |     |
|                | 7  | John Quill           |  |     |
|                | 6  | Peter Dahl (en)      |  | 57e |
|                | 5  | Ben Landry           |  | 57e |
|                | 4  | Kody O'Neil          |  | 62e |
|                | 3  | Kelepi Fifita        |  |     |
|                | 2  | Zach Fenoglio (en)   |  |     |
|                | 1  | Blake Rogers         |  | 68e |
| Remplacements: |    |                      |  |     |
|                | 16 | Luke White (en)      |  | 68e |
|                | 17 | Nick Kwasniewski     |  |     |
|                | 18 | Dylan Fawsitt        |  | 57e |
|                | 19 | Connor Cook          |  | 62e |
|                | 20 | Grigor Kerdikoshvili |  | 57e |
|                | 21 | Mickey Bateman       |  |     |
|                | 22 | Ata Malifa (en)      |  | 46e |
|                | 23 | Nick Johnson         |  |     |
| Entraîneur:    |    |                      |  |     |
| David Williams |    |                      |  |     |

| Homme du match (MVP): Vili Toluta'u (en) (Seattle Seawolves) Arbitres: Adam Leal Derek Summers Arbitre vidéo: Marc Nelson |